# Muaná
Muaná é um município brasileiro do estado do Pará, localizado na Ilha de Marajó pertencente a Microrregião do Arari. Muaná é conhecida como a terra do camarão. A cidade é conhecida pelo tradicional Festival do Camarão que acontece no mês de junho quando a comunidade ribeirinha começa a chegar nas coloridas embarcações.

## Geografia
Localiza-se no norte brasileiro, a uma latitude 01º31'42" sul e longitude 49º13'00" oeste, estando a uma altitude de 22 metros. O município possui uma população estimada em 37 977 mil habitantes distribuídos em 3 763,199 km² de extensão territorial. Sendo o 4° município mais populoso do Marajó atrás de Breves, Portel e Afuá. É a 5.ª cidade com o maior Índice de Desenvolvimento Humano da ilha, com um IDH de 0,653, e a 7.ª da região na soma total do PIB.
Em Muaná nasceram o médico e jornalista Canuto da Costa Azevedo, o poeta Carlos Hipólito de Santa Helena Magno, o saltador ornamental que participou dos Jogos Pan-americanos de Guadalajara, no México em 2011, Ian Matos, que nasceu no distrito de São Miguel do Pracuúba, que pertence ao município.

## História

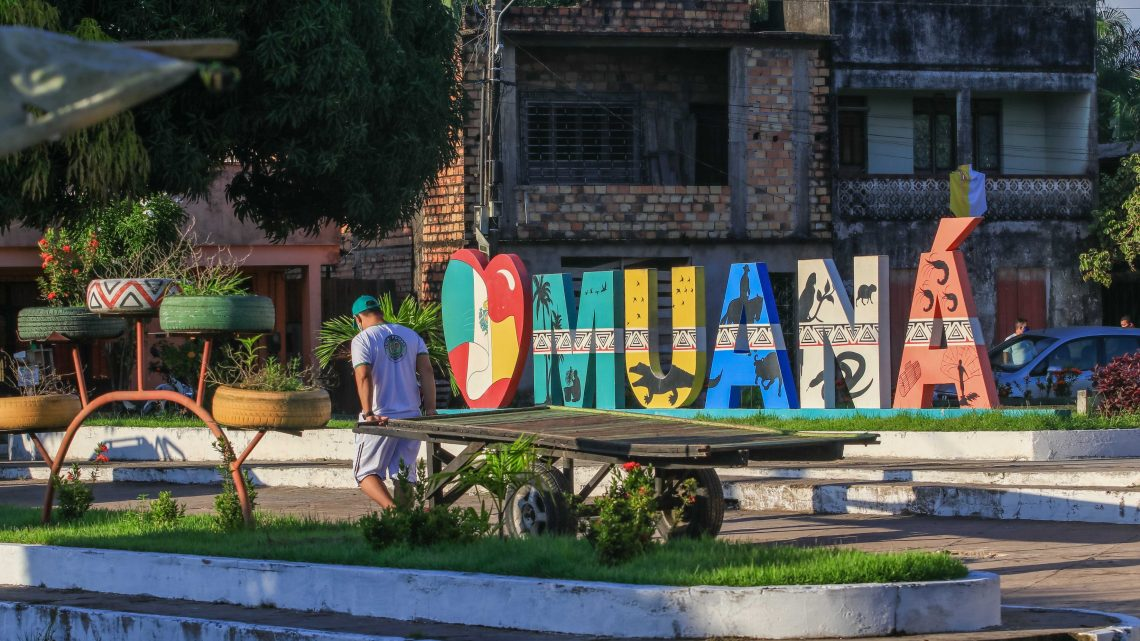

A origem do Município de Muaná encontra-se numa fazenda particular que, pelo seu desenvolvimento, transformou-se em povoado e, posteriormente foi elevado à categoria de freguesia, em 1757, sob nome de São Francisco de Paula.
Este foi o primeiro município do Estado do Pará a aderir a Independência do Brasil, ocorrido em 28 de maio de 1823. Sendo comemorado anualmente em uma celebração cívica, com desfiles escolares na cidade.
O Conselho do Governo da Província em sessão de maio de 1833, elevou essa freguesia à condição de Vila, pela Lei nº 324, de 6 de julho de 1895.

## Educação
As escolas públicas urbanas de Muaná obtiveram os seguintes IDEBs (Indice de Desenvolvimento da Educação Básica) em 2005, de um total de 1.177 avaliações, tendo sido vitoriosa a escola federal, em Belém, PA, Tenente Rego Barros (com 6,1), e ficado sem pontuação a escola estadual Sérgio Mota e a escola municipal Ângelo Nascimento, ambas dessa municipalidade:
| IDEB, município, escola e ranking estadual | IDEB, município, escola e ranking estadual | IDEB, município, escola e ranking estadual |
| ------------------------------------------ | ------------------------------------------ | ------------------------------------------ |
| Nota                                       | Escola                                     | Ranking                                    |
| 2,9                                        | Escola municipal Dr. José Malcher          | 581º                                       |
| 2,7                                        | Escola municipal Paula Frassinetti         | 765º                                       |

### População educacional
De acordo com o Censo Escolar 2011 realizado anualmente também pelo INEP o quantitativo total de estudantes no Município de Muaná no referido ano foi de 9.675, distribuidos assim: 614 na pré-escola, 7.705 no Ensino Fundamental e 1.356 no Ensino Médio.

No Ensino Fundamental de 1ª 4ª série foram matriculados 4.535, nos anos finais de 5ª a 8ª série 2.895 e na Educação de Jovens e Adultos (EJA) do Ensino Fundamental foram matriculados 275 alunos.